# شركة جنوب القاهرة لتوزيع الكهرباء
شركة جنوب القاهرة لتوزيع الكهرباء، هي شركة حكومية لإنتاج الكهرباء، وتابعة للشركة القابضة لكهرباء مصر.

## الإنتاج
يبلغ إجمالي سعة التحويل 9444.7 ميجا فولت أمبير، وإجمالي الطاقة المتوقع شراؤها خلال السنة 17199 مليون ك.و.س.